# Accursio Montalbano
Accursio Montalbano detto Siso (Sciacca, 7 febbraio 1955) è un politico italiano.

## Biografia
Dirigente del movimento studentesco a Sciacca, si iscrive alla Federazione Giovanile Comunista Italiana e ne diviene segretario provinciale agrigentino nel 1975. Nello stesso anno è candidato ed eletto nel collegio di Sciacca alle elezioni provinciali di Agrigento per il Partito Comunista Italiano.   
Nel 1979 è eletto consigliere comunale a Sciacca e nel 1983 ricopre la carica di vicesindaco. 
Nel 1987 diviene segretario provinciale agrigentino del PCI. Sostiene la "svolta" di Achille Occhetto ed è eletto nel Comitato centrale del partito all'ultimo congresso del 1990. 
Alle elezioni regionali in Sicilia del 1991 viene eletto Deputato dell'XI legislatura dell'Assemblea Regionale Siciliana nel collegio di Agrigento, con 17.832 voti di preferenza su 48.528 della lista del Partito Democratico della Sinistra (36,75%).
Alle elezioni Politiche del 2001 è eletto al Senato della Repubblica con la quota proporzionale, avendo raccolto il 34.03% dei voti nel collegio uninominale di Sciacca. A Palazzo Madama aderisce al gruppo parlamentare dei Democratici di Sinistra.
Alle elezioni politiche del 2006 viene rieletto al Senato della Repubblica nella lista dei Democratici di Sinistra nella Circoscrizione Sicilia.
Al 4º Congresso Nazionale dei DS aderisce alla terza mozione, presentata da Gavino Angius. Aderisce poi al movimento Sinistra Democratica. Nel settembre 2007 lascia Sinistra Democratica per aderire al neonato Partito Socialista.
Alle elezioni politiche del 2008 è candidato alla Camera dei deputati per il Partito Socialista in Sicilia come secondo della lista, ma non risulta eletto in quanto la lista non riesce a superare la soglia di sbarramento del 4%.
Nell'aprile del 2009 si avvicina al Partito Democratico, per aderirvi ufficialmente nel luglio dello stesso anno. Alle elezioni primarie del Partito Democratico del 2009 viene eletto all'assemblea regionale del PD della Sicilia con la lista "Con Bersani e Mattarella ‘09" nel collegio di Agrigento.